# Stefan Kukowski
Kukowski Stefan (ur. 30 sierpnia 1946 w Otodze k/Słupska) – polski działacz społeczny, pedagog.
Absolwent Uniwersytetu Gdańskiego (1976) oraz Uniwersytetu Mikołaja Kopernika w Toruniu (1980) – Wydziału Sztuk Pięknych. Wieloletni nauczyciel wychowania plastycznego i wychowania technicznego w Liceum Ogólnokształcącym im. Marii Skłodowskiej-Curie w Tczewie. Pełnił także funkcję komendanta szkolnego Ochotniczych Hufców Pracy. Był członkiem Rady Głównej OHP i doradcą Komendanta Głównego OHP. W latach 2012–2016 był wiceprezesem Oddziału Gdańskiego Związku Polskich Chórów i Orkiestr. W latach 2010–2017 zasiadał w Radzie Senatu Tczewskiego Uniwersytetu Trzeciego Wieku (pełnił funkcję rektora). Pełni funkcję Przeora Przeoratu Pomorskiego Orderu Świętego Stanisława, przeoratu zaliczanego do najaktywniejszych w Orderze. Od 2015 roku pełni też funkcję Wielkiego Kanclerza. W Orderze Świętego Stanisława posiada najwyższą klasę – Krzyż Wielki z Gwiazdą Złotą i prawo noszenia Wielkiego Łańcucha.

## Życie prywatne
Żona Mirosława, synowie: Jarosław (ur. 1972) i Piotr (ur. 1978).

## Dorobek artystyczny

### Prace graficzne
Przez wiele lat wykonywał oprawę plastyczną Forum Gospodarczego w Tczewie. Jego najbardziej znane indywidualne prace graficzne to:
- projekt graficzny herbu i flagi Powiatu Tczewskiego[3].
- wizualizacja Kantaty św. Pawła 2009 r.[4]

### Pomniki i tablice pamiątkowe
Artysta zaprojektował ponad dwieście tablic, medali i monumentów, w większości o tematyce patriotycznej. Najbardziej znane to:
- Tczewski Panteon Katyński[5]
- Tablica 750 lecia miasta Tczew w kościele Podwyższenia Krzyża Świętego w Tczewie
- Obelisk 16 Tczewskiego batalionu Saperów w Nisku,
- Tablica tradycji 3-Maja w formie otwartej księgi przy wieży ciśnień,
- Tablica "Hołd i Pamięć" - eksponowana w kościele NMPMK w Tczewie,
- Tablica NSZZ Solidarność - umocowana na zakładzie Eaton.

### Sztandary
- Komendy Powiatowej OSP w Tczewie
- Komendy Powiatowej Policji w Tczewie
- Rady Miejskiej w Tczewie
- Szkoły Podstawowej nr 11 w Tczewie
- II Liceum Ogólnokształcącego w Tczewie

### Wystawy i ekspozycje publiczne
Stefan Kukowski jest pomysłodawcą i organizatorem wielu wystaw i ekspozycji publicznych w tym między innymi:
- „Wystawa Tronów Papieskich” na zamku w Gniewie (2000 r.),
- „Kapłan” - o ks. Jerzym Popiełuszce

### Publikacje
- Współautor wraz z Witoldem Bieleckim książki: "Stalinizm, czyli ostrzeżenie historii"[6] (2000), ISBN 83-87409-56-1[7].

## Działalność społeczna
- pomysłodawca i twórca największej charytatywnej "Wielkiej Wigilii Tczewskiej" (2002–2012), (imprezy charytatywnej dla kilku tysięcy ludzi, którzy nieodpłatnie byli częstowani posiłkiem, rozdawanym po kilkanaście tysięcy rocznie)[8]
- współorganizator „Balu Świętych”
- pomysłodawca i twórca "Orszaku Trzech Króli" w Tczewie[9]
- pomysłodawca i twórca festynu "Zadbaj o zdrowie"[10]
- pomysłodawca bezpłatnego "Dnia Zdrowia" w Tczewskim Szpitalu Powiatowym[11]
- Inicjator i organizator na terenie miasta Tczew uroczystości obchodów 100-lecia wymarszu Pierwszej Kompanii Kadrowej pod wodzą Józefa Piłsudskiego (2014)

## Odznaczenia
- Złoty okolicznościowy medal od papieża Jana Pawła II (1999 r.),
- Złoty Gryf (2000 r.),
- Denar Tczewski (2005 r.),
- Złoty Krzyż za zasługi dla Związku Inwalidów Wojennych RP – odznaka honorowa (12 marca 2009 r., leg. nr 034),
- Okolicznościowy medal za zasługi dla diecezji pelplińskiej – (16 października 2009 r.),
- Samburia - odznaczenie od starostwa powiatowego w Tczewie, 2010[12]
- Srebrny Medal "Labor Omnia Vincit" nadany przez Towarzystwo im. Hipolita Cegielskiego (grudzień 2010 r.)
- Złoty Krzyż Zasługi - decyzją prezydenta Bronisława Komorowskiego z dnia 20 maja 2013 r. (leg. nr 194 – 2013 – 51)
- Złota Honorowa Odznaka - Polski Związek Chórów i Orkiestr (26 września 2013 r., leg nr. 76/13)
- "Kociewskie Pióro" za działania kulturotwórcze (19 stycznia 2016)[13]